# DAMS
DAMS (Driot-Arnoux Motorsport, obecnie Driot Associés Motor Sport; od 2024 DAMS Lucas Oil) – zespół wyścigowy, utworzony w 1988 roku przez Jeana-Paula Driota i René Arnoux. Od lutego 2022 właścicielem zespołu jest Charles Pic. Obecnie uczestniczy w Formule 2. DAMS odniósł sukces zarówno w mistrzostwach kierowców, jak i zespołach w wielu seriach wyścigowych na całym świecie.

## Sukcesy

### Mistrzostwa kierowców
- 1990 – Érik Comas (Formuła 3000)
- 1993 – Olivier Panis (Formuła 3000)
- 1994 – Jean-Christophe Boullion (Formuła 3000)
- 2003 – José María López (Europejski Puchar Formuły Renault V6)
- 2008/2009 – Kamui Kobayashi (azjatycka seria GP2)
- 2011 – Romain Grosjean (azjatycka seria GP2)
- 2011 – Romain Grosjean (seria GP2)
- 2012 – Davide Valsecchi (seria GP2)
- 2013 – Kevin Magnussen (Formuła Renault 3.5)
- 2013 – Carlos Sainz Jr. (Formuła Renault 3.5)
- 2014 – Jolyon Palmer (seria GP2)

### Mistrzostwa konstruktorów
- 1989 (Formuła 3000)
- 1990 (Formuła 3000)
- 1993 (Formuła 3000)
- 1994 (Formuła 3000)
- 2005/2006 – A1 Team France (A1 Grand Prix)
- 2008/2009 (Azjatycka seria GP2)
- 2010 (Le Mans Series)
- 2011 (Azjatycka seria GP2)
- 2012 (Seria GP2)
- 2013 (Formuła Renault 3.5)
- 2014 (Formuła Renault 3.5)
- 2014 (Seria GP2)
- 2014/2015 (Formuła E)
- 2015/2016 (Formuła E)
- 2016/2017 (Formuła E)
- 2019 (Formuła 2)

## Wyniki
Legenda:
- Zw – liczba zwycięstw
- PP – liczba pole positions
- NO – liczba najszybszych okrążeń
- KKier – miejsce w klasyfikacji generalnej kierowców na koniec sezonu
- KZesp – miejsce w klasyfikacji generalnej zespołów na koniec sezonu
- NK – nieklasyfikowany
- NU – nie ukończył
- Okr. – liczba przejechanych okrążeń

| Legenda oznaczeń w tabelach wyników Wyświetl szablon na nowej stronie | Legenda oznaczeń w tabelach wyników Wyświetl szablon na nowej stronie                                                                     |
| Oznaczenie                                                            | Wyjaśnienie |
| --------------------------------------------------------------------- | --- |
| Złoty                                                                 | Zwycięzca lub mistrzostwo |
| Srebrny                                                               | 2. miejsce lub wicemistrzostwo |
| Brązowy                                                               | 3. miejsce lub II wicemistrzostwo |
| Zielony                                                               | Ukończył, punktował (w klasyfikacji generalnej, gdy zdobył co najmniej jeden punkt na przestrzeni sezonu, poza trzema powyższymi opcjami) |
| Niebieski                                                             | Ukończył, nie punktował (w klasyfikacji generalnej, gdy nie zdobył co najmniej jednego punktu na przestrzeni sezonu)                      |
| Czerwony                                                              | Nie zakwalifikował się (NZ) |
| Czerwony                                                              | Nie prekwalifikował się (NPK) |
| Różowy                                                                | Nie ukończył (NU) |
| Różowy                                                                | Niesklasyfikowany (NS) (w klasyfikacji generalnej, gdy nie został sklasyfikowany w żadnym wyścigu sezonu)                                 |
| Czarny                                                                | Zdyskwalifikowany (DK) |
| Czarny                                                                | Wykluczony (WYK/EX) |
| Biały                                                                 | Nie wystartował (NW) |
| Biały                                                                 | Kontuzjowany (K/INJ) |
| Biały                                                                 | Wyścig odwołany (OD/C) |
| Bez koloru                                                            | Został wycofany (WYC/WD) |
| Bez koloru                                                            | Nie przybył (NP/DNA) |
| Bez koloru                                                            | Nie brał udziału w treningach (NT/DNP) |
| Bez koloru                                                            | Nie został zgłoszony (–) |
| Pogrubienie                                                           | Start z pole position |
| Kursywa                                                               | Najszybsze okrążenie wyścigu |
| †                                                                     | Nie ukończył, ale jego rezultat został zaliczony ze względu na przejechanie więcej niż 90% dystansu wyścigu.                              |
| *                                                                     | Sezon w trakcie |
| 1/2/3                                                                 | Punktowana pozycja w sprincie kwalifikacyjnym                                                                                             |
| Lista systemów punktacji Formuły 1                                    | |

| Formuła 2 | Formuła 2          | Formuła 2           | Formuła 2 | Formuła 2 | Formuła 2 | Formuła 2 | Formuła 2 | Formuła 2 | Formuła 2 |
| Rok       | Samochód           | Kierowcy            | Wyścigi   | Zw        | PP        | NO        | Punkty    | KKier     | KZesp     |
| --------- | ------------------ | ------------------- | --------- | --------- | --------- | --------- | --------- | --------- | --------- |
| 2017      | Dallara-Mecachrome | Oliver Rowland      | 22        | 2         | 1         | 1         | 191       | 3         | 3         |
| 2017      | Dallara-Mecachrome | Nicholas Latifi     | 21        | 1         | 0         | 2         | 178       | 5         | 3         |
| 2018      | Dallara-Mecachrome | Alexander Albon     | 24        | 4         | 3         | 0         | 212       | 3         | 3         |
| 2018      | Dallara-Mecachrome | Nicholas Latifi     | 24        | 1         | 0         | 3         | 91        | 9         | 3         |
| 2019      | Dallara-Mecachrome | Sérgio Sette Câmara | 22        | 2         | 2         | 2         | 204       | 4         | 1         |
| 2019      | Dallara-Mecachrome | Nicholas Latifi     | 22        | 4         | 0         | 3         | 214       | 2         | 1         |
| 2020      | Dallara-Mecachrome | Sean Gelael         | 14        | 0         | 0         | 0         | 3         | 21        | 8         |
| 2020      | Dallara-Mecachrome | Jüri Vips           | 8         | 0         | 0         | 0         | 16        | 16        | 8         |
| 2020      | Dallara-Mecachrome | Daniel Ticktum      | 24        | 1         | 0         | 1         | 96,5      | 11        | 8         |
| 2021      | Dallara-Mecachrome | Roy Nissany         | 23        | 0         | 0         | 1         | 16        | 16        | 8         |
| 2021      | Dallara-Mecachrome | Marcus Armstrong    | 23        | 1         | 0         | 0         | 49        | 13        | 8         |
| 2022      | Dallara-Mecachrome | Roy Nissany         | 26        | 0         | 0         | 0         | 20        | 19        | 6         |
| 2022      | Dallara-Mecachrome | Luca Ghiotto        | 2         | 0         | 0         | 0         | 0         | 25        | 6         |
| 2022      | Dallara-Mecachrome | Ayumu Iwasa         | 28        | 2         | 2         | 1         | 141       | 5         | 6         |
| 2023      | Dallara-Mecachrome | Ayumu Iwasa         | 26        | 3         | 1         | 3         | 165       | 4         | 4         |
| 2023      | Dallara-Mecachrome | Arthur Leclerc      | 26        | 0         | 0         | 1         | 45        | 19        | 4         |
| 2024      | Dallara-Mecachrome | Jak Crawford        | 6         | 0         | 0         | 1         | 26        | 8         | 7         |
| 2024      | Dallara-Mecachrome | Juan Manuel Correa  | 6         | 0         | 0         | 0         | 0         | 21        | 7         |

| Formuła 3000 | Formuła 3000     | Formuła 3000             | Formuła 3000 | Formuła 3000 | Formuła 3000 | Formuła 3000 | Formuła 3000 | Formuła 3000 | Formuła 3000 |
| Rok          | Samochód         | Kierowcy                 | Wyścigi      | Zw           | PP           | NO           | Punkty       | KKier        | KZesp        |
| ------------ | ---------------- | ------------------------ | ------------ | ------------ | ------------ | ------------ | ------------ | ------------ | ------------ |
| 1989         | Lola-Mugen       | Érik Comas               | 9            | 2            | 2            | 3            | 39           | 2            | 1            |
| 1989         | Lola-Mugen       | Éric Bernard             | 10           | 1            | 3            | 3            | 25           | 3            | 1            |
| 1990         | Lola-Mugen       | Érik Comas               | 11           | 4            | 3            | 2            | 51           | 1            | 1            |
| 1990         | Lola-Mugen       | Allan McNish             | 11           | 2            | 1            | 1            | 26           | 4            | 1            |
| 1991         | Lola-Mugen       | Laurent Aïello           | 9            | 0            | 1            | 0            | 4            | 15           | 8            |
| 1991         | Lola-Mugen       | Allan McNish             | 8            | 0            | 0            | 0            | 2            | 16           | 8            |
| 1992         | Lola-Cosworth    | Jean-Marc Gounon         | 10           | 1            | 0            | 0            | 19           | 6            | 5            |
| 1992         | Lola-Cosworth    | Frédéric Gosparini       | 7            | 0            | 0            | 0            | 0            | NS           | 5            |
| 1992         | Lola-Cosworth    | Jérôme Policand          | 9            | 0            | 0            | 0            | 0            | NS           | 5            |
| 1992         | Lola-Cosworth    | Éric Hélary              | 1            | 0            | 0            | 0            | 0            | NS           | 5            |
| 1993         | Reynard-Cosworth | Olivier Panis            | 9            | 3            | 2            | 2            | 32           | 1            | 1            |
| 1993         | Reynard-Cosworth | Franck Lagorce           | 8            | 2            | 1            | 1            | 21           | 4            | 1            |
| 1994         | Reynard-Cosworth | Jean-Christophe Boullion | 8            | 3            | 0            | 1            | 36           | 1            | 1            |
| 1994         | Reynard-Cosworth | Guillaume Gomez          | 8            | 0            | 1            | 0            | 12           | 7            | 1            |
| 1995         | Reynard-Cosworth | Tarso Marques            | 7            | 1            | 2            | 2            | 15           | 5            | 4            |
| 1995         | Reynard-Cosworth | Guillaume Gomez          | 7            | 0            | 1            | 2            | 8            | 8            | 4            |
| 1996         | Lola-Zytek Judd  | Laurent Rédon            | 9            | 0            | 0            | 0            | 7            | 8            | 8            |
| 1996         | Lola-Zytek Judd  | Jean-Philippe Belloc     | 10           | 0            | 0            | 0            | 0            | NS           | 8            |
| 1997         | Lola-Zytek Judd  | Jamie Davies             | 9            | 1            | 1            | 1            | 22           | 4            | 5            |
| 1997         | Lola-Zytek Judd  | Grégoire de Galzain      | 6            | 0            | 0            | 0            | 0            | NS           | 5            |
| 1998         | Lola-Zytek Judd  | Jamie Davies             | 12           | 0            | 0            | 0            | 8            | 10           | 9            |
| 1998         | Lola-Zytek Judd  | Grégoire de Galzain      | 9            | 0            | 0            | 0            | 0            | NS           | 9            |
| 1999         | Lola-Zytek       | Franck Montagny          | 10           | 0            | 0            | 0            | 6            | 10           | 10           |
| 1999         | Lola-Zytek       | David Terrien            | 6            | 0            | 0            | 0            | 0            | NS           | 10           |
| 2000         | Lola-Zytek       | Franck Montagny          | 10           | 0            | 0            | 0            | 5            | 15           | 11           |
| 2000         | Lola-Zytek       | Kristian Kolby           | 6            | 0            | 0            | 0            | 2            | 23           | 11           |
| 2001         | Lola-Zytek       | Sébastien Bourdais       | 12           | 1            | 1            | 1            | 26           | 4            | 4            |
| 2001         | Lola-Zytek       | Derek Hill               | 12           | 0            | 0            | 0            | 0            | NS           | 4            |

| Seria GP2 | Seria GP2          | Seria GP2             | Seria GP2 | Seria GP2 | Seria GP2 | Seria GP2 | Seria GP2 | Seria GP2 | Seria GP2 |
| Rok       | Samochód           | Kierowcy              | Wyścigi   | Zw        | PP        | NO        | Punkty    | KKier     | KZesp     |
| --------- | ------------------ | --------------------- | --------- | --------- | --------- | --------- | --------- | --------- | --------- |
| 2005      | Dallara-Mecachrome | José María López      | 22        | 1         | 0         |           | 36        | 9         | 7         |
| 2005      | Dallara-Mecachrome | Fairuz Fauzy          | 22        | 0         | 0         |           | 0         | 24        | 7         |
| 2006      | Dallara-Mecachrome | Franck Perera         | 21        | 0         | 0         | 0         | 8         | 17        | 12        |
| 2006      | Dallara-Mecachrome | Ferdinando Monfardini | 20        | 0         | 0         | 0         | 6         | 21        | 12        |
| 2007      | Dallara-Mecachrome | Kazuki Nakajima       | 21        | 0         | 1         | 3         | 44        | 5         | 5         |
| 2007      | Dallara-Mecachrome | Nicolas Lapierre      | 20        | 2         | 1         | 2         | 23        | 12        | 5         |
| 2008      | Dallara-Mecachrome | Jérôme d’Ambrosio     | 20        | 0         | 0         | 0         | 21        | 11        | 8         |
| 2008      | Dallara-Mecachrome | Kamui Kobayashi       | 20        | 1         | 0         | 2         | 10        | 16        | 8         |
| 2009      | Dallara-Mecachrome | Jérôme d’Ambrosio     | 20        | 0         | 0         | 0         | 29        | 9         | 6         |
| 2009      | Dallara-Mecachrome | Kamui Kobayashi       | 20        | 0         | 0         | 0         | 13        | 16        | 6         |
| 2010      | Dallara-Mecachrome | Jérôme d’Ambrosio     | 18        | 1         | 1         | 0         | 21        | 12        | 6         |
| 2010      | Dallara-Mecachrome | Ho-Pin Tung           | 14        | 0         | 0         | 0         | 0         | 28        | 6         |
| 2010      | Dallara-Mecachrome | Romain Grosjean       | 8         | 0         | 0         | 0         | 14        | 14        | 6         |
| 2011      | Dallara-Mecachrome | Romain Grosjean       | 18        | 5         | 1         | 6         | 89        | 1         | 2         |
| 2011      | Dallara-Mecachrome | Pål Varhaug           | 18        | 0         | 0         | 0         | 0         | 23        | 2         |
| 2012      | Dallara-Mecachrome | Davide Valsecchi      | 24        | 4         | 2         | 5         | 247       | 1         | 1         |
| 2012      | Dallara-Mecachrome | Felipe Nasr           | 24        | 0         | 0         | 0         | 95        | 10        | 1         |
| 2013      | Dallara-Mecachrome | Marcus Ericsson       | 22        | 1         | 2         | 3         | 121       | 6         | 4         |
| 2013      | Dallara-Mecachrome | Stéphane Richelmi     | 22        | 0         | 1         | 0         | 103       | 8         | 4         |
| 2014      | Dallara-Mecachrome | Jolyon Palmer         | 22        | 4         | 3         | 7         | 276       | 1         | 1         |
| 2014      | Dallara-Mecachrome | Stéphane Richelmi     | 22        | 1         | 1         | 0         | 136       | 6         | 1         |

| Azjatycka seria GP2 | Azjatycka seria GP2 | Azjatycka seria GP2 | Azjatycka seria GP2 | Azjatycka seria GP2 | Azjatycka seria GP2 | Azjatycka seria GP2 | Azjatycka seria GP2 | Azjatycka seria GP2 | Azjatycka seria GP2 |
| Rok                 | Samochód            | Kierowcy            | Wyścigi             | Zw                  | PP                  | NO                  | Punkty              | KKier               | KZesp               |
| ------------------- | ------------------- | ------------------- | ------------------- | ------------------- | ------------------- | ------------------- | ------------------- | ------------------- | ------------------- |
| 2008                | Dallara-Mecachrome  | Jérôme d’Ambrosio   | 10                  | 0                   | 0                   | 0                   | 12                  | 11                  | 4                   |
| 2008                | Dallara-Mecachrome  | Kamui Kobayashi     | 10                  | 2                   | 0                   | 0                   | 22                  | 6                   | 4                   |
| 2008/2009           | Dallara-Mecachrome  | Jérôme d’Ambrosio   | 11                  | 0                   | 1                   | 3                   | 36                  | 2                   | 1                   |
| 2008/2009           | Dallara-Mecachrome  | Kamui Kobayashi     | 11                  | 2                   | 2                   | 3                   | 56                  | 1                   | 1                   |
| 2009/2010           | Dallara-Mecachrome  | Christian Vietoris  | 8                   | 1                   | 0                   | 0                   | 9                   | 10                  | 7                   |
| 2009/2010           | Dallara-Mecachrome  | Edoardo Piscopo     | 7                   | 0                   | 0                   | 0                   | 3                   | 16                  | 7                   |
| 2011                | Dallara-Mecachrome  | Romain Grosjean     | 4                   | 1                   | 2                   | 2                   | 24                  | 1                   | 1                   |
| 2011                | Dallara-Mecachrome  | Pål Varhaug         | 4                   | 0                   | 0                   | 0                   | 1                   | 13                  | 1                   |

| Europejski Puchar Formuły Renault V6 | Europejski Puchar Formuły Renault V6 | Europejski Puchar Formuły Renault V6 | Europejski Puchar Formuły Renault V6 | Europejski Puchar Formuły Renault V6 | Europejski Puchar Formuły Renault V6 | Europejski Puchar Formuły Renault V6 | Europejski Puchar Formuły Renault V6 | Europejski Puchar Formuły Renault V6 | Europejski Puchar Formuły Renault V6 |
| Rok                                  | Samochód                             | Kierowcy                             | Wyścigi                              | Zw                                   | PP                                   | NO                                   | Punkty                               | KKier                                | KZesp                                |
| ------------------------------------ | ------------------------------------ | ------------------------------------ | ------------------------------------ | ------------------------------------ | ------------------------------------ | ------------------------------------ | ------------------------------------ | ------------------------------------ | ------------------------------------ |
| 2003                                 | Tatuus-Renault V4Y RS                | José María López                     | 18                                   | 5                                    | 8                                    | 7                                    | 505                                  | 1                                    | 2                                    |
| 2003                                 | Tatuus-Renault V4Y RS                | Davide di Benedetto                  | 1                                    | 0                                    | 0                                    | 0                                    | 14                                   | 9                                    | 2                                    |
| 2003                                 | Tatuus-Renault V4Y RS                | Christian Murchison                  | 7                                    | 0                                    | 0                                    | 0                                    | 69                                   | 10                                   | 2                                    |
| 2003                                 | Tatuus-Renault V4Y RS                | Mike den Tandt                       | 3                                    | 0                                    | 0                                    | 0                                    | 62                                   | 11                                   | 2                                    |
| 2003                                 | Tatuus-Renault V4Y RS                | Adam Khan                            | 6                                    | 0                                    | 0                                    | 0                                    | 4                                    | 22                                   | 2                                    |
| 2004                                 | Tatuus-Renault V4Y RS                | Neel Jani                            | 10                                   | 4                                    | 7                                    |                                      | 239                                  | 4                                    | 3                                    |
| 2004                                 | Tatuus-Renault V4Y RS                | Bruce Lorgere-Roux                   | 8                                    | 0                                    | 0                                    |                                      | 72                                   | 14                                   | 3                                    |
| 2004                                 | Tatuus-Renault V4Y RS                | José María López                     | 2                                    | 0                                    | 0                                    |                                      | 2                                    | 27                                   | 3                                    |

| Formuła Renault 3.5 | Formuła Renault 3.5 | Formuła Renault 3.5   | Formuła Renault 3.5 | Formuła Renault 3.5 | Formuła Renault 3.5 | Formuła Renault 3.5 | Formuła Renault 3.5 | Formuła Renault 3.5 | Formuła Renault 3.5 |
| Rok                 | Samochód            | Kierowcy              | Wyścigi             | Zw                  | PP                  | NO                  | Punkty              | KKier               | KZesp               |
| ------------------- | ------------------- | --------------------- | ------------------- | ------------------- | ------------------- | ------------------- | ------------------- | ------------------- | ------------------- |
| 2005                | Dallara-Renault     | Alx Danielsson        | 7                   | 0                   | 0                   | 0                   | 32                  | 15                  | 11                  |
| 2005                | Dallara-Renault     | Pastor Maldonado      | 5                   | 0                   | 0                   | 0                   | 4                   | 25                  | 11                  |
| 2005                | Dallara-Renault     | Ferdinando Monfardini | 1                   | 0                   | 0                   | 0                   | 1                   | 28                  | 11                  |
| 2005                | Dallara-Renault     | Alex Lloyd            | 1                   | 0                   | 0                   | 0                   | 0                   | 40                  | 11                  |
| 2005                | Dallara-Renault     | Nicolas Prost         | 1                   | 0                   | 0                   | 0                   | 0                   | 41                  | 11                  |
| 2005                | Dallara-Renault     | Raffaele Giammaria    | 3                   | 0                   | 0                   | 0                   | 0                   | 43                  | 11                  |
| 2012                | Dallara-Renault     | Lucas Foresti         | 18                  | 0                   | 0                   | 0                   | 8                   | 23                  | 9                   |
| 2012                | Dallara-Renault     | Arthur Pic            | 18                  | 1                   | 2                   | 2                   | 102                 | 8                   | 9                   |
| 2013                | Dallara-Renault     | Norman Nato           | 17                  | 0                   | 1                   | 0                   | 33                  | 13                  | 1                   |
| 2013                | Dallara-Renault     | Kevin Magnussen       | 17                  | 5                   | 8                   | 4                   | 274                 | 1                   | 1                   |
| 2014                | Dallara-Renault     | Carlos Sainz Jr.      | 17                  | 7                   | 7                   | 6                   | 227                 | 1                   | 1                   |
| 2014                | Dallara-Renault     | Norman Nato           | 17                  | 2                   | 1                   | 1                   | 89                  | 7                   | 1                   |

| A1 Grand Prix | A1 Grand Prix | A1 Grand Prix        | A1 Grand Prix | A1 Grand Prix | A1 Grand Prix | A1 Grand Prix | A1 Grand Prix | A1 Grand Prix |
| Rok           | Samochód      | Zespół               | Wyścigi       | Zw            | PP            | NO            | Punkty        | KZesp         |
| ------------- | ------------- | -------------------- | ------------- | ------------- | ------------- | ------------- | ------------- | ------------- |
| 2005/06       | Lola-Zytek    | A1 Team France       | 22            | 13            | 3             | 5             | 172           | 1             |
| 2005/06       | Lola-Zytek    | A1 Team Switzerland  | 22            | 1             | 2             | 0             | 121           | 2             |
| 2005/06       | Lola-Zytek    | A1 Team Mexico       | 22            | 1             | 1             | 0             | 59            | 10            |
| 2006/07       | Lola-Zytek    | A1 Team France       | 22            | 0             | 0             | 0             | 67            | 4             |
| 2006/07       | Lola-Zytek    | A1 Team Mexico       | 22            | 0             | 0             | 1             | 35            | 10            |
| 2006/07       | Lola-Zytek    | A1 Team South Africa | 22            | 1             | 1             | 1             | 24            | 14            |
| 2007/08       | Lola-Zytek    | A1 Team France       | 20            | 1             | 2             | 1             | 118           | 4             |
| 2007/08       | Lola-Zytek    | A1 Team Mexico       | 20            | 0             | 0             | 1             | 22            | 16            |
| 2007/08       | Lola-Zytek    | A1 Team South Africa | 20            | 2             | 4             | 2             | 96            | 5             |
| 2008/09       | Ferrari       | A1 Team France       | 14            | 1             | 0             | 1             | 47            | 5             |
| 2008/09       | Ferrari       | A1 Team South Africa | 14            | 0             | 0             | 0             | 19            | 14            |

| 24 godziny Le Mans | 24 godziny Le Mans | 24 godziny Le Mans | 24 godziny Le Mans | 24 godziny Le Mans                                                         | 24 godziny Le Mans                                   | 24 godziny Le Mans | 24 godziny Le Mans | 24 godziny Le Mans | 24 godziny Le Mans | 24 godziny Le Mans |
| Rok                | Klasa              | Nr                 | Opony              | Samochód                                                                   | Kierowcy                                             | PP                 | NO                 | Okr.               | Poz.               | Poz. w klasie      |
| ------------------ | ------------------ | ------------------ | ------------------ | -------------------------------------------------------------------------- | ---------------------------------------------------- | ------------------ | ------------------ | ------------------ | ------------------ | ------------------ |
| 1997               | GT1                | 52                 | Michelin           | Panoz Esperante GTR-1 Ford (Roush) 6.0L V8                                 | Franck Lagorce Éric Bernard Jean-Christophe Boullion | N                  | N                  | 149 (NU)           | 28                 | 13                 |
| 1998               | GT1                | 44                 | Michelin           | Panoz Esperante GTR-1 Ford (Roush) 6.0L V8 z Panoz Motorsports Inc.        | Éric Bernard Christophe Tinseau Johnny O’Connell     | N                  | N                  | 236 (NU)           | 26                 | 11                 |
| 1999               | LMP                | 25                 | Pirelli            | Lola B98/10 Judd GV4 4.0L V10                                              | Christophe Tinseau Franck Montagny David Terrien     | N                  | N                  | 77 (NU)            | 37                 | 15                 |
| 2000               | LMP900             | 3                  | Pirelli            | Cadillac Northstar LMP Cadillac Northstar 4.0L Turbo V8                    | Éric Bernard Emmanuel Collard Franck Montagny        | N                  | N                  | 300                | 19                 | 9                  |
| 2000               | LMP900             | 4                  | Pirelli            | Cadillac Northstar LMP Cadillac Northstar 4.0L Turbo V8                    | Marc Goossens Christophe Tinseau Kristian Kolby      | N                  | N                  | 4 (NU)             | 47                 | 19                 |
| 2001               | LMP900             | 6                  | Michelin           | Cadillac Northstar LMP Cadillac Northstar 4.0L Turbo V8                    | Wayne Taylor Max Angelelli Christophe Tinseau        | N                  | N                  | 270                | 15                 | 5                  |
| 2001               | LMP900             | 5                  | Michelin           | Cadillac Northstar LMP Cadillac Northstar 4.0L Turbo V8                    | Éric Bernard Emmanuel Collard Marc Goossens          | N                  | N                  | 56 (NU)            | 38                 | 15                 |
| 2002               | LMP900             | 10                 | Michelin           | Lola B98/10 Judd GV4 4.0L V10 (Vaillante Camera Car) z Bob Berridge Racing | Philippe Gache Emanuele Clerico Michel Neugarten     | N                  | N                  | 150 (NS)           | 27                 | 12                 |
| 2002               | LMP900             | 22                 | Michelin           | Panoz LMP-1 Roadster-S Élan 6L8 6.0L V8 (Leader Camera Car)                | Jérôme Policand Marc Duez Perry McCarthy             | N                  | N                  | 98 (NU)            | 42                 | 18                 |

| American Le Mans Series | American Le Mans Series | American Le Mans Series                   | American Le Mans Series                             | American Le Mans Series | American Le Mans Series | American Le Mans Series | American Le Mans Series | American Le Mans Series | American Le Mans Series |
| Rok                     | Klasa                   | Samochód                                  | Kierowcy                                            | Wyścigi                 | Zw                      | PP                      | NO                      | Punkty                  | KZesp                   |
| ----------------------- | ----------------------- | ----------------------------------------- | --------------------------------------------------- | ----------------------- | ----------------------- | ----------------------- | ----------------------- | ----------------------- | ----------------------- |
| 1999                    | LMP                     | Lola B98/10-Judd                          | Jean-Marc Gounon Christophe Tinseau Franck Montagny | 4                       | 0                       | 0                       | 0                       | 26                      | 14                      |
| 2000                    | LMP                     | Cadillac Northstar LMP-Cadillac Northstar | Emmanuel Collard Éric Bernard                       | 1                       | 0                       | 0                       | 0                       | 87                      | 7                       |
| 2000                    | LMP                     | Cadillac Northstar LMP-Cadillac Northstar | Christophe Tinseau Marc Goossens                    | 1                       | 0                       | 0                       | 0                       | 87                      | 7                       |

| FIA Sportscar Championship | FIA Sportscar Championship | FIA Sportscar Championship                | FIA Sportscar Championship                       | FIA Sportscar Championship | FIA Sportscar Championship | FIA Sportscar Championship | FIA Sportscar Championship | FIA Sportscar Championship | FIA Sportscar Championship |
| Rok                        | Klasa                      | Samochód                                  | Kierowcy                                         | Wyścigi                    | Zw                         | PP                         | NO                         | Punkty                     | KZesp                      |
| -------------------------- | -------------------------- | ----------------------------------------- | ------------------------------------------------ | -------------------------- | -------------------------- | -------------------------- | -------------------------- | -------------------------- | -------------------------- |
| 1999                       | SR                         | Lola B98/10-Judd GV4 4.0L V10             | Jean-Marc Gounon Éric Bernard Christophe Tinseau | 10                         | 3                          | 5                          | 3                          | 80                         | 3                          |
| 2000                       | SR                         | Cadillac Northstar LMP-Cadillac Northstar | Emmanuel Collard Éric Bernard                    | 3                          | 0                          | 0                          | 0                          | 14                         | 8                          |
| 2000                       | SR                         | Cadillac Northstar LMP-Cadillac Northstar | Christophe Tinseau Marc Goossens                 | 3                          | 0                          | 0                          | 0                          | 14                         | 8                          |

| FIA GT | FIA GT | FIA GT                                     | FIA GT                                                                        | FIA GT  | FIA GT | FIA GT | FIA GT | FIA GT | FIA GT |
| Rok    | Klasa  | Samochód                                   | Kierowcy                                                                      | Wyścigi | Zw     | PP     | NO     | Punkty | KZesp  |
| ------ | ------ | ------------------------------------------ | ----------------------------------------------------------------------------- | ------- | ------ | ------ | ------ | ------ | ------ |
| 1997   | GT1    | Panoz Esperante GTR-1 Ford (Roush) 6.0L V8 | Franck Lagorce Éric Bernard                                                   | 9       | 0      | 0      | 0      | 0      | NS     |
| 1998   | GT1    | Panoz Esperante GTR-1 Ford (Roush) 6.0L V8 | Éric Bernard David Brabham Johnny O’Connell Christophe Tinseau Franck Lagorce | 10      | 0      | 0      | 0      | 17     | 5      |

| Auto GP World Series | Auto GP World Series | Auto GP World Series | Auto GP World Series | Auto GP World Series | Auto GP World Series | Auto GP World Series | Auto GP World Series | Auto GP World Series | Auto GP World Series |
| Rok                  | Samochód             | Kierowcy             | Wyścigi              | Zw                   | PP                   | NO                   | Punkty               | KKier                | KZesp                |
| -------------------- | -------------------- | -------------------- | -------------------- | -------------------- | -------------------- | -------------------- | -------------------- | -------------------- | -------------------- |
| 2010                 | Lola Zytek           | Duncan Tappy         | 12                   | 0                    | 0                    | 0                    | 37                   | 3                    | 1                    |
| 2010                 | Lola Zytek           | Władimir Arabadżijew | 2                    | 1                    | 0                    | 0                    | 8                    | 11                   | 1                    |
| 2010                 | Lola Zytek           | Fabrizio Crestani    | 4                    | 0                    | 0                    | 0                    | 0                    | 22                   | 1                    |
| 2010                 | Lola Zytek           | Romain Grosjean      | 8                    | 4                    | 3                    | 4                    | 58                   | 1                    | 1                    |
| 2010                 | Lola Zytek           | Edoardo Piscopo      | 12                   | 0                    | 0                    | 1                    | 42                   | 2                    | 1                    |
| 2011                 | Lola Zytek           | Siergiej Afanasjew   | 12                   | 3                    | 1                    | 1                    | 117                  | 3                    | 1                    |
| 2011                 | Lola Zytek           | Rio Haryanto         | 12                   | 1                    | 1                    | 2                    | 82                   | 7                    | 1                    |
| 2011                 | Lola Zytek           | Kevin Korjus         | 2                    | 0                    | 0                    | 0                    | 7                    | 18                   | 1                    |
| 2011                 | Lola Zytek           | Adrien Tambay        | 12                   | 1                    | 1                    | 0                    | 114                  | 4                    | 1                    |

| Porsche Supercup | Porsche Supercup | Porsche Supercup    | Porsche Supercup | Porsche Supercup | Porsche Supercup | Porsche Supercup | Porsche Supercup | Porsche Supercup | Porsche Supercup |
| Rok              | Samochód         | Kierowcy            | Wyścigi          | Zw               | PP               | NO               | Punkty           | KKier            | KZesp            |
| ---------------- | ---------------- | ------------------- | ---------------- | ---------------- | ---------------- | ---------------- | ---------------- | ---------------- | ---------------- |
| 2013             | Porsche 911 GT3  | Michael Christensen | 9                | 1                | 1                | 1                | 95               | 6                | 4                |
| 2013             | Porsche 911 GT3  | Richie Stanaway     | 9                | 0                | 0                | 0                | 43               | 12               | 4                |

| Formuła E | Formuła E          | Formuła E | Formuła E | Formuła E | Formuła E | Formuła E | Formuła E | Formuła E | Formuła E |
| Rok       | Kierowcy           | Wyścigi   | Zw        | PP        | NO        | Punkty    | KKier     | KZesp     |           |
| --------- | ------------------ | --------- | --------- | --------- | --------- | --------- | --------- | --------- | --------- |
| 2014/2015 | Nicolas Prost      | 11        | 1         | 1         | 1         | 88        | 6         | 1         |           |
| 2014/2015 | Sébastien Buemi    | 11        | 3         | 3         | 1         | 143       | 2         | 1         |           |
| 2015/2016 | Nicolas Prost      | 10        | 2         | 1         | 0         | 115       | 3         | 1         |           |
| 2015/2016 | Sébastien Buemi    | 10        | 3         | 3         | 4         | 143       | 1         | 1         |           |
| 2016/2017 | Nicolas Prost      | 12        | 0         | 0         | 1         | 93        | 6         | 1         |           |
| 2016/2017 | Sébastien Buemi    | 10        | 6         | 2         | 1         | 157       | 2         | 1         |           |
| 2016/2017 | Pierre Gasly       | 2         | 0         | 0         | 0         | 18        | 16        | 1         |           |
| 2017/2018 | Nicolas Prost      | 10        | 0         | 0         | 0         | 8         | 19        | 5         |           |
| 2017/2018 | Sébastien Buemi    | 12        | 0         | 3         | 0         | 125       | 4         | 5         |           |
| 2018/2019 | Oliver Rowland     | 13        | 0         | 3         | 0         | 71        | 10        | 4         |           |
| 2018/2019 | Sébastien Buemi    | 13        | 1         | 3         | 0         | 119       | 2         | 4         |           |
| 2019/2020 | Oliver Rowland     | 11        | 1         | 1         | 1         | 83        | 5         | 2         |           |
| 2019/2020 | Sébastien Buemi    | 11        | 0         | 0         | 0         | 84        | 4         | 2         |           |
| 2020/2021 | Oliver Rowland     | 15        | 0         | 1         | 0         | 77        | 14        | 10        |           |
| 2020/2021 | Sébastien Buemi    | 15        | 0         | 0         | 0         | 20        | 21        | 10        |           |
| 2021/2022 | Maximilian Günther | 16        | 0         | 0         | 0         | 6         | 19        | 9         |           |
| 2021/2022 | Sébastien Buemi    | 16        | 0         | 0         | 0         | 30        | 15        | 9         |           |